# Fab lab

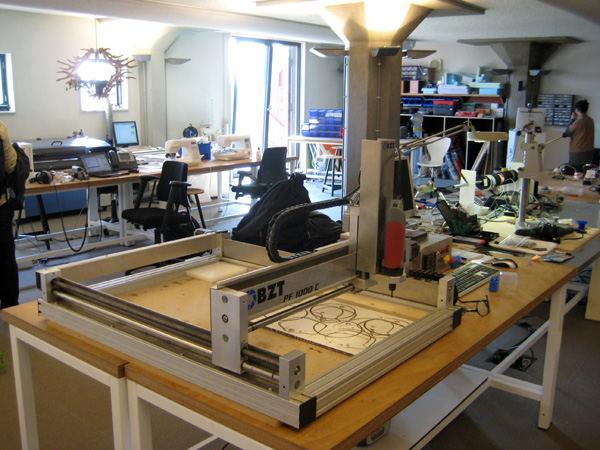
Amsterdam Fab Lab

Un fab lab (dall'inglese fabrication laboratory) è una piccola officina che offre servizi personalizzati di fabbricazione digitale.
Un fab lab è generalmente dotato di una serie di strumenti computerizzati in grado di realizzare, in maniera flessibile e semi-automatica, un'ampia gamma di oggetti, tra cui prodotti tecnologici generalmente considerati di appannaggio esclusivo della produzione di massa.
Mentre non possono competere con la produzione di massa, e le relative economie di scala, nella produzione di beni di consumo, i fab lab hanno dimostrato grandi potenzialità nel fornire ai loro utenti gli strumenti per realizzare in proprio dispositivi tecnologici.
Tali dispositivi possono infatti essere adattati alle esigenze locali o personali in modi tuttora non accessibili alle produzioni su larga scala.
Il concetto di fab lab nasce da un'idea del prof. Neil Gershenfeld del MIT. L'idea è legata ad un laboratorio in grado di collaborare a distanza ed elaborare progetti in forma digitale.

## Storia
Il programma è iniziato come una collaborazione tra Grassroots Invention Group e il Center for Bits and Atoms presso il Media Lab del Massachusetts Institute of Technology (MIT) con una sovvenzione della National Science Foundation (Washington, DC) nel 2001.
Vigyan Ashram in India è stato il primo Fab Lab creato al di fuori del MIT. È stato istituito nel 2002 e ha ricevuto fondi da NSF-USA e IITK.
Il concetto di fab lab è nato durante una lezione al MIT (MAS.863) chiamata "How To Make (Almost) Anything". Le lezioni si tengono tuttora nei semestri autunnali.

## Macchinari e utensili
Solitamente, all'interno di un fab lab si trovano una serie di strumenti per la fabbricazione digitale:
- una prototipazione rapida: Stampanti 3D
- Frese a controllo numerico
- Laser cutter
- Macchine per il taglio vinilico
- Postazione di saldatura e lavorazione elettroniche

## Fab Academy
La Fab Academy sfrutta la rete dei Fab Lab per insegnare abilità basate sulla pratica e la fabbricazione digitale. Gli studenti si riuniscono al Fab Lab "Supernodes" per il corso di 19 settimane per conseguire un diploma e costruire un portfolio. In alcuni casi, il diploma è accreditato o vi è la possibilità di avere crediti accademici. Il curriculum si basa sul corso di prototipazione rapida del MIT MAS 863: "How to Make (Almost) Anything". Il corso ha un costo di circa 5000 USD, ma varia in base alla posizione e alle opportunità di borsa di studio disponibili.

## Fab City
Le Fab City sono state concepite per ricercare modi innovativi di creare le città del futuro. Lo scopo è quello di trasformare le città in centri di produzione locale, innovazione sostenibile e di connessione globale. Questa trasformazione dovrebbe portare a un passaggio da una città di importazione/esportazione di prodotti a una città di importazione/esportazione di dati. Tutto ciò dovrebbe portare la conversione delle città in entità autosufficienti nel 2054; in linea con l'impegno assunto a Barcellona. La città Fab si collega al movimento Fab Lab, perché fanno uso dello stesso capitale umano.

## Green Fab Lab
La rete Green Fab Lab ha avuto inizio nel Green Fab Lab Valldaura Labs in Catalogna, situato nel parco naturale Collserola, ed è costituita da Fab Labs che abbracciano i concetti di economia simbiotica open source e dell'economia circolare attraverso l'imprenditoria verde. Ad esempio, promuovono il riciclaggio distribuito; alcuni locali hanno riciclato i loro rifiuti di plastica triturandoli in particelle fuse/fabbricazione granulare fusa (FPF/FGF), per riusarli con la stampa 3D, che, oltre ad essere un vantaggio a livelli economico, è una soluzione sostenibile per l'ambiente.